# E451

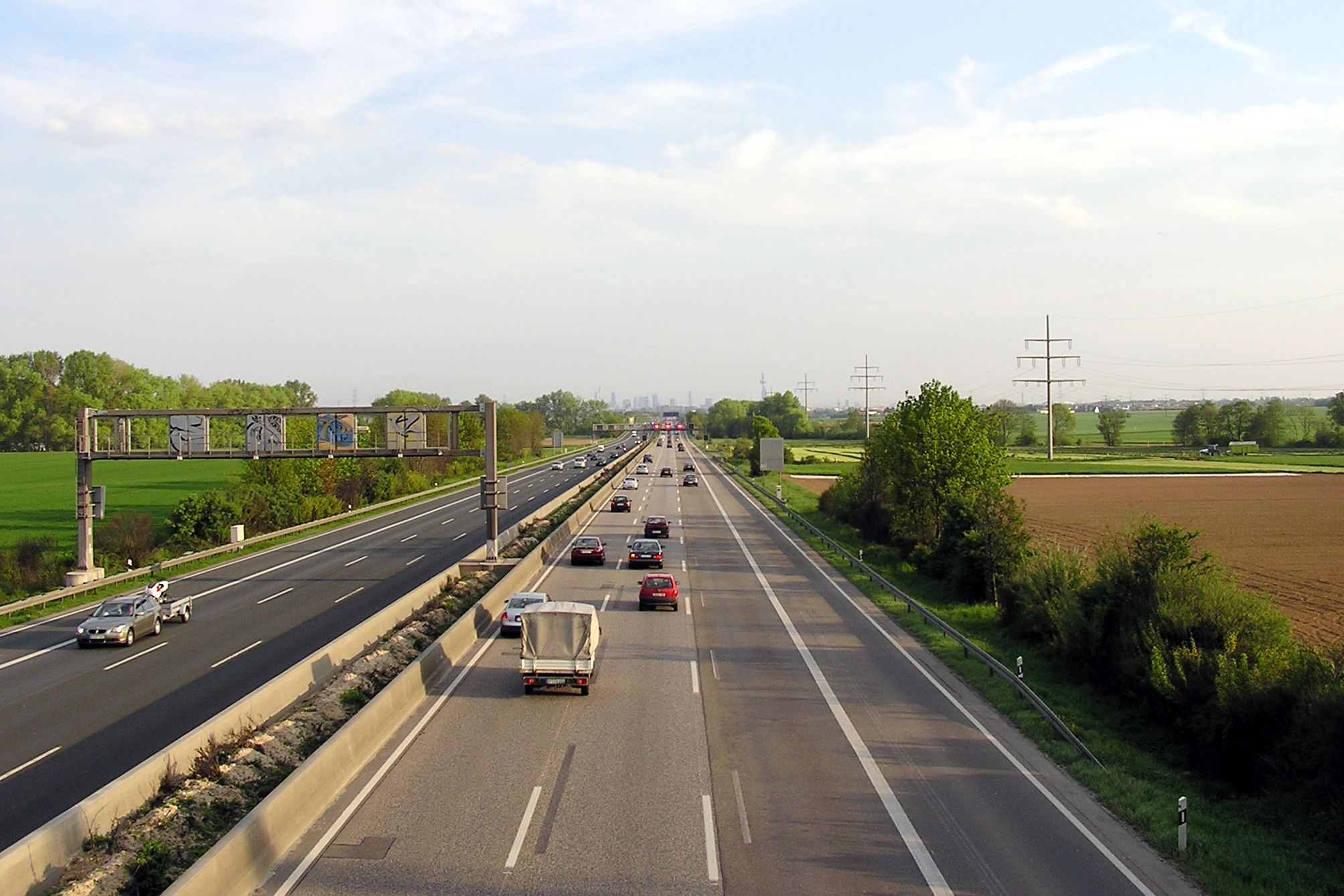
E451/A5 norr om Frankfurt

E451 eller Europaväg 451 är en 125 kilometer lång europaväg som går från Giessen till Mannheim i Tyskland.

## Sträckning
Giessen - Frankfurt am Main - Mannheim

## Standard
Vägen är motorväg hela sträckan, nr A5 och A67.

## Anslutningar till andra europavägar
| - E40 - E44 - E41 |  | - E42 - E35 - E50 |